# Fnac Music Dance Division
Fnac Music Dance Division est un label indépendant aujourd'hui disparu, créé et dirigé par Éric Morand pour la maison de disques Fnac Music. Le label a été actif entre 1991 et 1994, remplacé ensuite par le label F Communications (indépendant de Fnac Music).
Il est le 2éme label de musique électronique créé en France. Le premier étant Rave Age.
Fnac Music Dance Division' a fait découvrir des artistes comme Laurent Garnier, St Germain (Ludovic Navarre), Scan X, Shazz, Lunatic Asylum .

Laurent Garnier a joué un rôle essentiel dans la direction artistique du label.